# Schiffswerft Diedrich

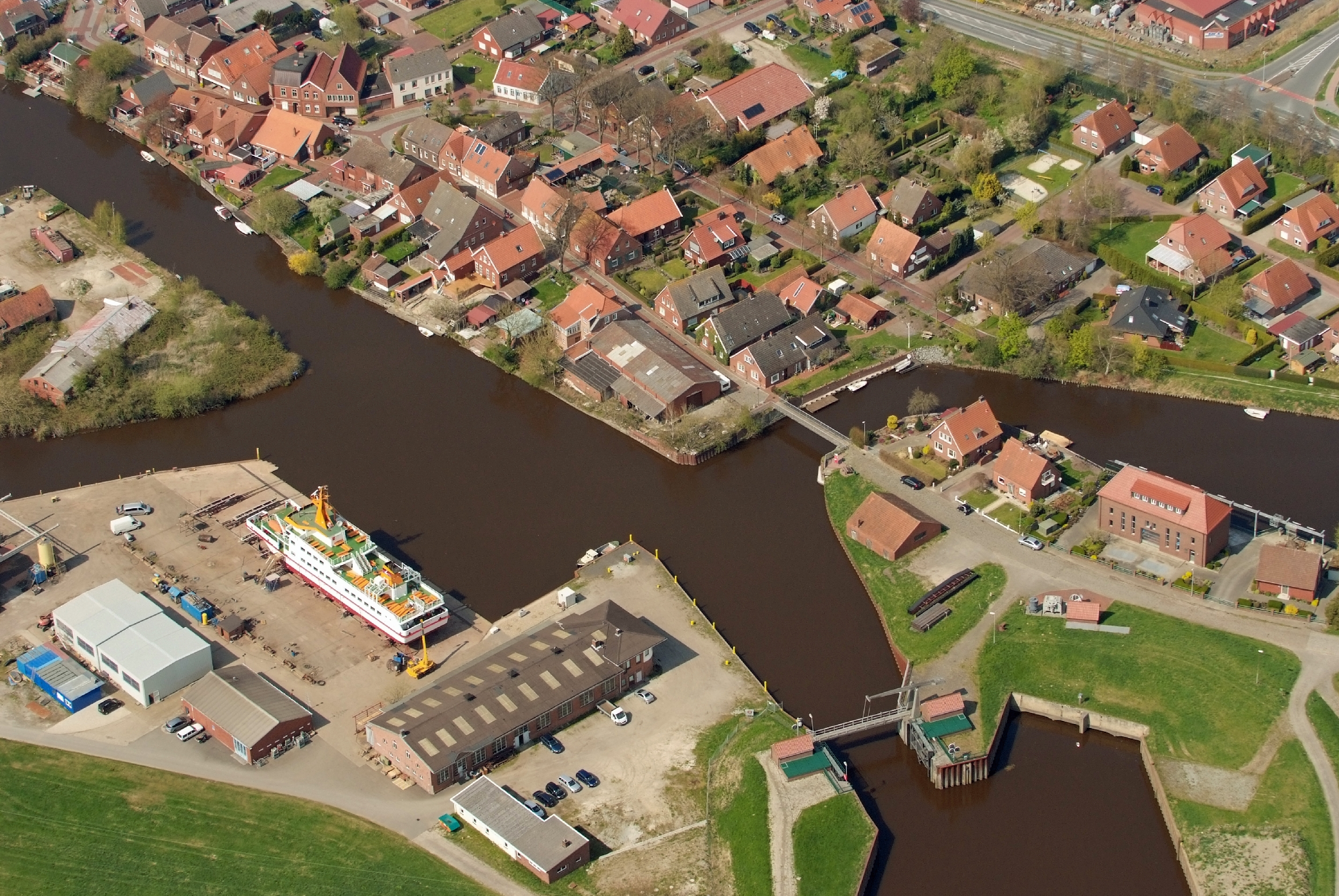
Luftaufnahme der Werft

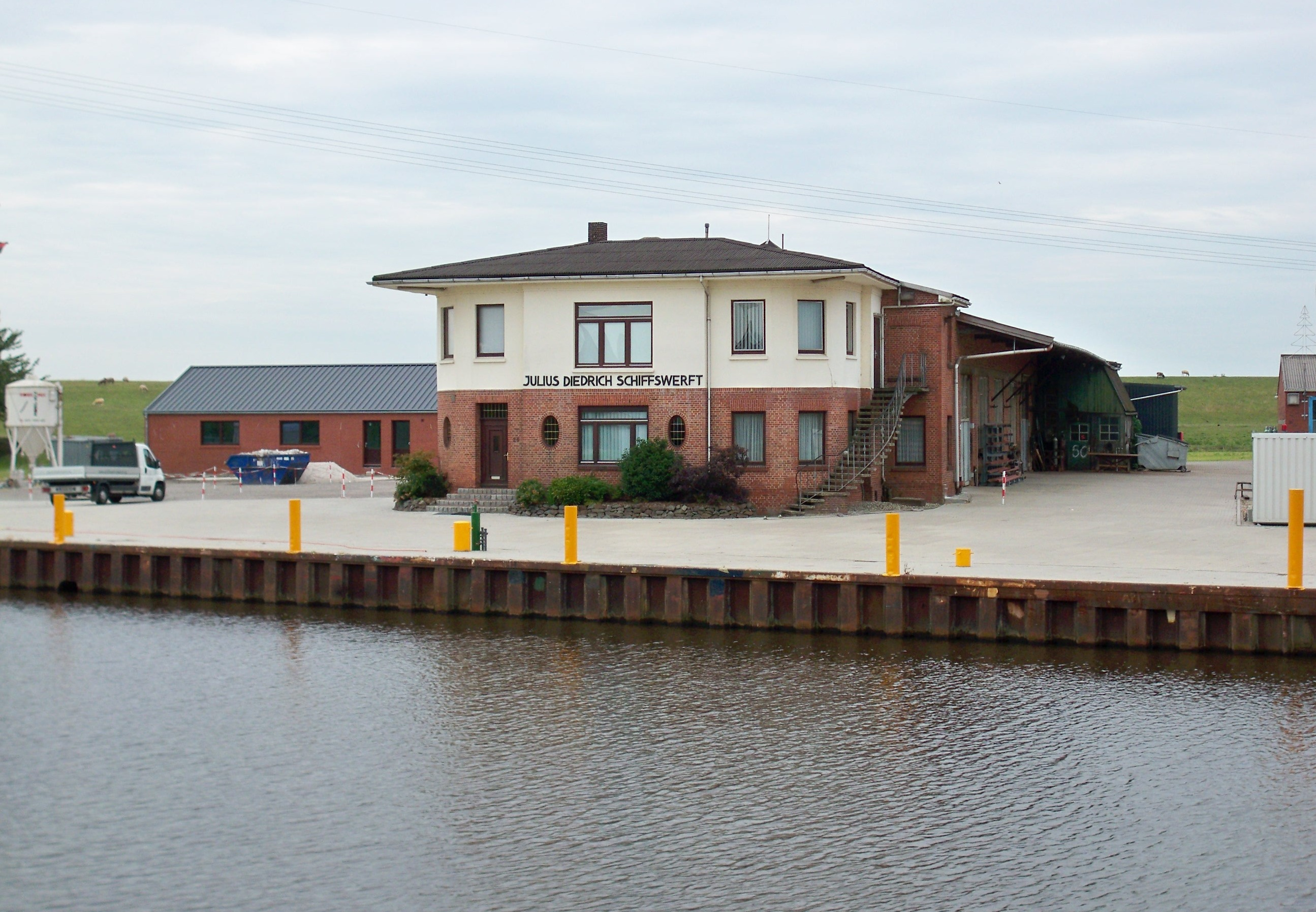
Hauptgebäude der Werft

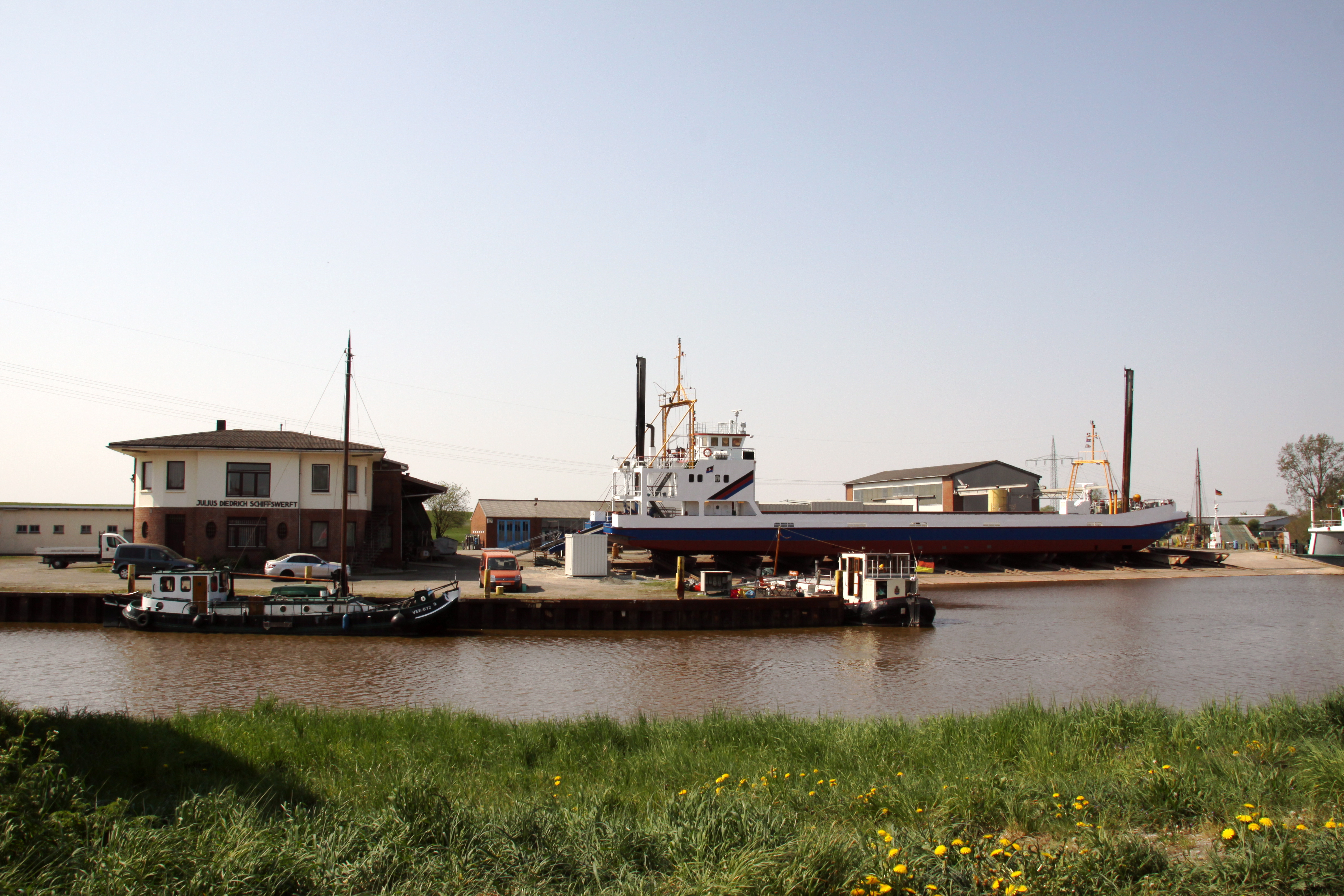
Schiffswerft Diedrich

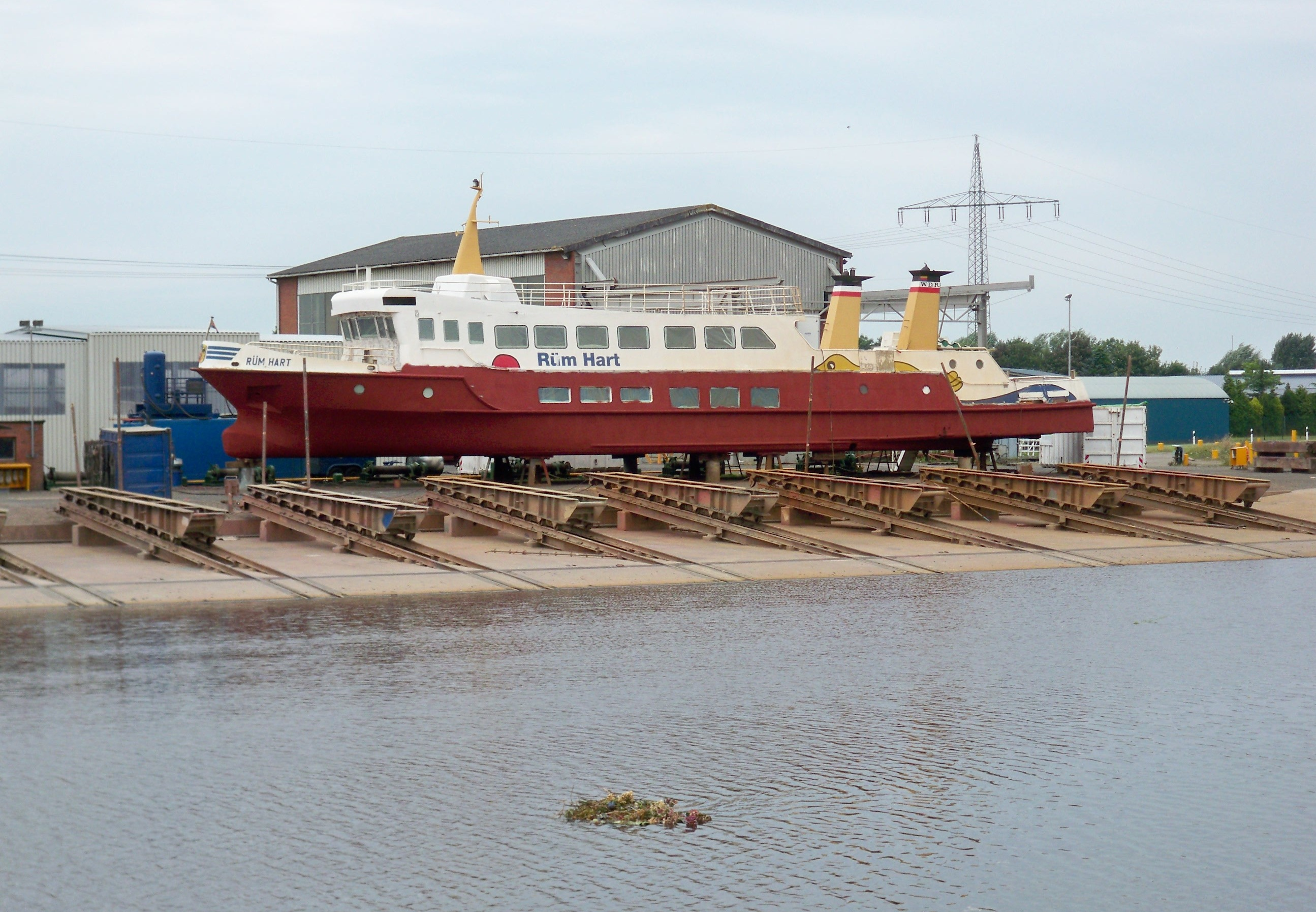
Schiff auf der Slipanlage

Die Schiffswerft Diedrich GmbH ist eine Werft mit Sitz im Ortsteil Oldersum der Einheitsgemeinde Moormerland. Die Schwerpunkte des Betriebs liegen vor allem auf Schiffsreparaturen und der Instandhaltung, insbesondere von regionalen Fährschiffen und Fahrzeugen der Wattfahrt. Des Weiteren werden auch Neubauten von Fährschiffen, Watt- und Binnenfahrzeugen und Windparkversorger angeboten. Die Werft verfügt über Schiffbau- und Reparaturhallen sowie über eine Slipanlage für Schiffe bis zu 70 Metern Länge, 14 Metern Breite und einem Tiefgang bis zweieinhalb Metern.

## Geschichte
Für seine umfangreiche Schiffsflotte erwarb Wilhelm Hemsoth, Inhaber einer Spedition in Witten, 1917 eine Reparaturwerft in Oldersum, die ab 1923 auch einige Neubauten ablieferte. Es waren kleine Schleppdampfer und Pénichen, die auf das Reparationskonto abgeliefert wurden. 1926 musste die Werft Konkurs anmelden und wurde von Julius Diedrich, dem technischen Inspektor der Reederei Wilhelm Hemsoth AG übernommen.
Das Unternehmen wurde in J. Diedrich umbenannt und widmete sich zunächst vorwiegend wieder dem Schiffsreparaturbetrieb und begann in den 1930er Jahren mit kleinen Binnenfrachtern, Kümos, Prahmen und dem Fahrgastschiff Frisia XIV, das 1939 an die AG Reederei Norden-Frisia abgeliefert wurde. Nach dem Zweiten Weltkrieg firmierte das Unternehmen als Schiffswerft Julius Diedrich GmbH. Es folgten in den 1950er Jahren neben den Schiffsreparaturen größere Zahlen an Neubauten von Fährschiffen, Fischereifahrzeugen, Binnenschiffen, Küstenmotorschiffen und Bunkertankern. Die angebotenen Baugrößen wuchsen in den Nachkriegsjahrzehnten, beispielsweise bei den Binnenschiffen von 400 Ladetonnen Mitte der 1950er Jahre bis 1500 Tonnen nach der Erweiterung des Werfthafensiels im Herbst 1974, nach der man größere Schiffe bis zu 90 Metern Länge und 14 Metern Breite anbieten konnte. Den Schwerpunkt behielt man aber bis heute auf kleinen Spezialschiffen und Einzelbauten. Der Werftbetrieb wurde Anfang 1978 von Julius und Günter Diedrich geführt und hatte 85 Mitarbeiter. In Spitzenzeiten bis Ende der 1980er Jahre umfasste die Belegschaft über 100 Mitarbeiter, 1990 waren noch 80 Personen beschäftigt und 1995 waren es dann noch etwa 70 Beschäftigte. 1998 wurde das Unternehmen insolvent. Von Juni 1998 bis Juni 2000 liquidierten die beiden Inhaber Günter Diedrich und Jens Diedrich das Unternehmen, das im Juni 2000 erneut gegründet wurde und als Schiffswerft Diedrich GmbH & Co. KG firmierte. Ende Mai 2016 wurde das Unternehmen mit neuen Gesellschaftern nochmals als Schiffswerft Diedrich GmbH neu gegründet und wird heute noch mit etwa 20 Beschäftigten fortgeführt.

## Neubauten
In der Werft entstanden bislang über 80 Neubauten. Darunter befinden sich Krabbenkutter, Küstenmotorschiffe, der Tonnenleger Schillig, die Forschungsschiffe Senckenberg und Littorina, die Seebäder- und Fahrgastschiffe Baltrum I, Baltrum III, Baltrum IV, Frisia IX, Frisia X, Frisia XI, Langeoog II, Langeoog III, Langeoog IV, Spiekeroog I, die Inselversorger Baltrum II und Baltrum V sowie der Katamaran Wind Force I.